# Luba Golovina
Luba Golovina (georgiska: ლუბა გოლოვინა), född 20 april 1990 i Tbilisi, är en georgisk gymnast som specialiserar sig på trampolin. 
Golovina debuterade som senior år 2000 och har varit en del av det georgiska landslaget sedan år 2007. Golovina representerade sitt hemland vid de olympiska sommarspelen 2008 i Peking. Där tog hon sig till final och lyckades sluta på en sjätteplats. Fyra år senare, vid 22 års ålder, representerade hon sitt land än en gång, vid de olympiska sommarspelen 2012 i London. Även där tog hon sig till final, och väl där slutade hon sjua. Vid olympiska sommarspelen 2016 i Rio de Janeiro slutade hon på en sjundeplats i trampolinfinalen.